# Fútbol Club La Habana
Maillots
Actualités
Dernière mise à jour : 31 décembre 2019.
Le Fútbol Club La Habana est un club de football qui participe régulièrement au championnat de Cuba de football. Basé à La Havane, la capitale du pays, il était connu sous le nom de FC Ciudad de La Habana jusqu'en 2013.

## Histoire
Fondé en 1978 sous le nom de FC Ciudad de la Habana, il entretient une grande rivalité avec le FC Villa Clara. Ils ont disputé depuis 1998 trois finales de championnat avec deux victoires pour le Ciudad de La Habana (1998, 2000-01) contre un titre pour le Villa Clara (2002-03).
Le FC Ciudad de La Habana a cessé de disputer le championnat sous ce nom depuis 2013 à la suite d'une réorganisation administrative qui a vu l'ancienne province de La Havane être divisée en trois nouvelles provinces (Artemisa, Mayabeque et la ville de La Havane), chacune envoyant un représentant en championnat. 
Renommé FC La Habana depuis la saison 2013, le club participe au championnat de Cuba désormais sous cette appellation. Sous la houlette de Dariem Díaz, ancien joueur de la maison, il se hisse à la 3e place du championnat pendant quatre saisons d'affilée, de 2013 à 2016. Même s'il ne réussit pas à remporter le championnat au cours de cette période, le départ de Dariem Díaz a des conséquences sportives fâcheuses puisque le club effectue une saison 2017 catastrophique sans obtenir la moindre victoire en 12 matchs disputés et encaissant 20 buts contre seulement deux buts marqués.
Condamné à évoluer en Torneo de Ascenso (l'équivalent de la D2 cubaine), le FC La Habana engage un entraîneur italien, Lorenzo Mambrini, qui parvient à faire remonter le club en première division dès janvier 2018 en s'octroyant la deuxième place dudit tournoi, lui offrant l'accessit en championnat en compagnie d'un autre historique du football cubain (le FC Pinar del Río). Mais le séjour de Mambrini à la tête du club est de courte durée, ce qui n'est pas sans conséquences, le club étant relégué une nouvelle fois en Torneo de Ascenso en terminant avant-dernier du championnat 2018. Néanmoins, le passage de 12 à 16 clubs du championnat cubain en 2019 permet à l'équipe de la capitale de sauver sa place en 1re division.
Le FC La Habana se rachète de la saison précédente en se hissant en finale en 2019. Véritable révélation du championnat, les Havanais ne succombent qu'en vertu de la règle des buts marqués à l'extérieur : En effet, vainqueurs à domicile 3-2 du FC Santiago de Cuba à l'aller, ils s'inclinent 0-1 lors du match retour.

## Palmarès
Championnat de Cuba (6) : 
- Vainqueur : 1978, 1979, 1984, 1994, 1998, 2000-01.
- Finaliste : 1980, 1999-00, 2002-03, 2005-06, 2007-08, 2019.

Torneo de Ascenso :
- Deuxième en 2018[7].

## Personnalités historiques du club

### Joueurs

#### Équipe actuelle (2020)
Source : El Nuevo Blog del Fútbol Cubano.
| N° | Nat.            | Poste | Nom du joueur                  |
| -- | --------------- | ----- | ------------------------------ |
|    | Drapeau de Cuba | G     | Isaac Cardosa Sánchez          |
|    | Drapeau de Cuba | G     | Lázaro Radamés García Pérez    |
|    | Drapeau de Cuba | G     | Manuel Alejandro Vilorio Lamas |
|    | Drapeau de Cuba | D     | Damian Silva Herrera           |
|    | Drapeau de Cuba | D     | Daniel Alarcó Estévez          |
|    | Drapeau de Cuba | D     | Carlos Loredo Suárez           |
|    | Drapeau de Cuba | D     | Henry Rodríguez Oviedo         |
|    | Drapeau de Cuba | D     | Luis Yoel Salva Aranguren      |
|    | Drapeau de Cuba | D     | Pablo Piñeiro Sarduy           |
|    | Drapeau de Cuba | D     | Andrés Manuel Isaac Valdez     |
|    | Drapeau de Cuba | D     | José Manuel Gálvez Bruguez     |
|    | Drapeau de Cuba | D     | Cristian Pijuan Turca          |
|    | Drapeau de Cuba | M     | Jordan E. Oliva Mejías         |
|    | Drapeau de Cuba | M     | José Alberto Pérez Oquendo     |
|    | Drapeau de Cuba | M     | Arnol Quintero Bermúdez        |

| No. | Nat.            | Position | Nom du joueur                   |
| --- | --------------- | -------- | ------------------------------- |
|     | Drapeau de Cuba | M        | Chan Yi Cordero                 |
|     | Drapeau de Cuba | M        | Alejandro Peraza Santos         |
|     | Drapeau de Cuba | M        | Yosvani Mario Vinent Morejón    |
|     | Drapeau de Cuba | M        | Rubén Guibert Barbón            |
|     | Drapeau de Cuba | M        | Kevin de Los Santos Medina      |
|     | Drapeau de Cuba | M        | Álvaro Cárdenas Roque           |
|     | Drapeau de Cuba | M        | Darbel Noda Tito                |
|     | Drapeau de Cuba | M        | Yudenis Leiva de Armas          |
|     | Drapeau de Cuba | M        | Adrián Guillermo Sánchez Chacón |
|     | Drapeau de Cuba | A        | Eward Miguel Del Pratt Pérez    |
|     | Drapeau de Cuba | A        | Daniel Díaz Quiala              |
|     | Drapeau de Cuba | A        | Roberto Peraza Santos           |
|     | Drapeau de Cuba | A        | Madiel Nodarse Chávez           |
|     | Drapeau de Cuba | A        | Josué Chapotín González         |
|     | Drapeau de Cuba | A        | Andy Rodríguez Zamorano         |

#### Principaux joueurs (tous les temps)
| - Manuel Bobadilla - Jaime Colomé - Yoel Colomé - Alberto Delgado | - Dariem Díaz - Miguel Ángel Gándara - Marcel Hernández - Rey Ángel Martínez |

### Entraîneurs
- Francisco Fariñas (??), champion de Cuba en 2001[9].
- Roberto María Coda[10] (2003-2008)
- Roberto Hernández Moreno[11] (2009-??)
- Lázaro Francisco Rodríguez Caraballo[12] (??-2012)
- Dariem Díaz[13],[14],[15],[16] (2013-2016)
- Luis Manuel Elejalde[17] (2017)
- Lorenzo Mambrini[18] (2018)
- Laureano Arrojo[19] (intérim) (2018)
- Jesús Tosca (2019-), vice-champion de Cuba en 2019[20].